# Zosteria murina
Zosteria murina là một loài ruồi trong họ Asilidae. Zosteria murina được Macquart miêu tả năm 1838. Loài này phân bố ở miền Australasia.